# A Divizion
De A Divizion (Grieks: Πρωτάθλημα Α' Κατηγορίας) is de hoogste voetbaldivisie op Cyprus die door de Cypriotische voetbalbond wordt georganiseerd. Sinds februari 2016 is de sponsornaam Cyta championship, van 2007-2016 was de sponsornaam Marfin Laiki League.
Vanaf de competitie van 2022/23 nemen er veertien aan deel waarvan de onderste drie clubs degradeerden naar de B' Kategoria. De reguliere competitie omvat 26 wedstrijden per team. De kampioensplayoff met zes teams tien wedstrijden per team, de degradatieplayoff met acht teams met zeven wedstrijden per team.
Zoals Cyprus er nu voor staat op de UEFA-coëfficiëntenranglijst plaatst de kampioen zich voor de voorronde van de UEFA Champions League. De nummers twee en drie en de winnaar van de Beker van Cyprus plaatsen zich voor de voorronde van de UEFA Europa Conference League. 

## Kampioenen

### Prestaties per club
| Club                 | Plaats    | Titels | Seizoenen (1935–2025) |
| -------------------- | --------- | ------ | --- |
| APOEL Nicosia        | Nicosia   | 29     | 1936, 1937, 1938, 1939, 1940, 1947, 1948, 1949, 1952, 1965, 1973, 1980, 1986, 1990, 1992, 1996, 2002, 2004, 2007, 2009, 2011, 2013, 2014, 2015, 2016, 2017, 2018, 2019, 2024 |
| Omonia Nicosia       | Nicosia   | 21     | 1961, 1966, 1972, 1974, 1975, 1976, 1977, 1978, 1979, 1981, 1982, 1983, 1984, 1985, 1987, 1989, 1993, 2001, 2003, 2010, 2021                                                 |
| Anorthosis Famagusta | Famagusta | 13     | 1950, 1957, 1958, 1960, 1962, 1963, 1965, 1997, 1998, 1999, 2000, 2005, 2008                                                                                                 |
| AEL Limassol         | Limassol  | 6      | 1941, 1953, 1955, 1956, 1968, 2012 |
| Apollon Limassol     | Limassol  | 4      | 1991, 1994, 2006, 2022 |
| EPA Larnaca          | Larnaca   | 3      | 1945, 1946, 1970 |
| Olympiakos Nicosia   | Nicosia   | 3      | 1967, 1969, 1971 |
| Pezoporikos Larnaca  | Larnaca   | 2      | 1954, 1988 |
| Trast AC             | Nicosia   | 1      | 1935 |
| Çetinkaya Türk SK    | Nicosia   | 1      | 1951 |
| Aris Limassol        | Limassol  | 1      | 2023 |
| Paphos FC            | Paphos    | 1      | 2025 |

## Eeuwige ranglijst
Clubs vet weergegeven spelen in het seizoen 2024/25 in de A Divizion.
Tussen 1967 en 1974 speelde de kampioen van Cyprus in de Griekse hoogste klasse, op Apoel na degradeerden alle clubs meteen terug.
De seizoenen 1932 tot en met 1934 zijn geen officiële kampioenschappen.
| Club                   | Plaats         | /89 | Periode (1932-1941, 1944-1958, 1959-2025) |
| ---------------------- | -------------- | --- | --- |
| APOEL Nicosia          | Nicosia        | 87  | 1932-1941, 1944-1958, 1959-1973, 1975-.... |
| AEL Limassol           | Limassol       | 87  | 1932-1941, 1944-1958, 1959-1968, 1969-1996, 1997-.... |
| Anorthosis Famagusta   | Famagusta      | 81  | 1933-1937, 1946-1947, 1948-1958, 1959-.... |
| Olympiakos Nicosia     | Nicosia        | 72  | 1932-1937, 1938-1941, 1944-1958, 1959-1967, 1968-1969, 1970-1971, 1972-1983, 1984-1997, 1998-2008, 2010-2013, 2017-2018, 2019-2023                                                        |
| Omonia Nicosia         | Nicosia        | 70  | 1953-1958, 1959-1972, 1973-.... |
| Apollon Limassol       | Limassol       | 67  | 1957-1958, 1959-.... |
| Nea Salamina Famagusta | Famagusta      | 63  | 1955-1958, 1959-1979, 1980-2001, 2002-2003, 2004-2008, 2009-2010, 2011-2021, 2022-.... |
| Aris Limassol          | Limassol       | 60  | 1932-1939, 1954-1955, 1956-1958, 1959-1970, 1972-1981, 1982-1993, 1994-1997, 1998-1999, 2000-2001, 2002-2003, 2004-2005, 2006-2008, 2009-2010, 2011-2012, 2013-2014, 2015-2018, 2021-.... |
| EPA Larnaca            | Larnaca        | 52  | 1932-1936, 1938-1941, 1944-1947, 1948-1958, 1960-1970, 1971-1989, 1990-1994 |
| Enosis Neon Paralimni  | Paralimni      | 51  | 1969-2014, 2015-16, 2018-2021, 2022-2023, 2024-.... |
| Pezoporikos Larnaca    | Larnaca        | 50  | 1938-1940, 1944-1947, 1948-1958, 1959-1994 |
| Alki Larnaca           | Larnaca        | 44  | 1960-1981, 1982-1988, 1989-1992, 1995-2000, 2001-2003, 2004-2005, 2007-2009, 2010-2014 |
| Ethnikos Achna         | Achna          | 36  | 1983-1984, 1986-1990, 1992-2018, 2019-2022, 2023-.... |
| AEK Larnaca            | Larnaca        | 30  | 1994-2009, 2010-.... |
| Doxa Katokopia         | Nicosia        | 20  | 1998-1999, 2000-2002, 2003-2004, 2007-2011, 2012-2024 |
| Çetinkaya Türk SK      | Nicosia        | 19  | 1933-1941, 1944-1955 |
| APOP Paphos            | Paphos         | 19  | 1966-1968, 1971-1972, 1973-1974, 1977-1980, 1981-1983, 1985-1991, 1992-1993, 1996-1998, 1999-2000                                                                                         |
| Evagoras Paphos        | Paphos         | 18  | 1968-1969, 1972-1980, 1981-1982, 1984-1985, 1989-1990, 1991-1994, 1995-1996, 1997-1999 |
| Digenis Morfou         | Morfou         | 15  | 1970-1979, 2000-2001, 2002-2007 |
| Ermis Aradippou        | Aradippou      | 14  | 1983-1984, 1985-1987, 2001-2002, 2009-2012, 2013-2019, 2020-2021 |
| Omonia Aradippou       | Aradippou      | 14  | 1978-1985, 1986-1987, 1988-1989, 1991-1992, 1993-1996, 2024-.... |
| AIMA Nicosia           | Nicosia        | 11  | 1947-1956, 1960-1962 |
| AEP Paphos             | Paphos         | 10  | 2000-2005, 2006-2007, 2008-2011, 2012-2013 |
| Paphos FC              | Paphos         | 9   | 2015-2016, 2017-.... |
| ASIL Lysi              | Lysi           | 8   | 1967-1971, 1972-1973, 1974-1977 |
| APEP Pitsilia          | Kyperounda     | 7   | 1987-1988, 1990-1991, 1993-1994, 1996-1997, 2005-2006, 2008-2010 |
| Anagennisis Dherynia   | Dherynia       | 7   | 1987-1988, 1996-1998, 1999-2000, 2003-2004, 2011-2012, 2016-2017 |
| Trast AC               | Nicosia        | 6   | 1932-1938 |
| APOP Kinyras Peyias FC | Peyia          | 5   | 2005-2006, 2007-2011 |
| Karmiotissa FC         | Pano Polemidia | 5   | 2016-2017, 2020-2021, 2022-.... |
| Orfeas Nicosia         | Nicosia        | 4   | 1959-1963 |
| Keravnos Strovolos     | Strovolos      | 4   | 1979-1982, 1988-1989 |
| Ayia Napa FC           | Agia Napa      | 4   | 2006-2007, 2012-2013, 2014-2016 |
| Ethnikos Ashia         | Ashia          | 3   | 1997-1998, 1999-2000, 2001-2002 |
| Chalkanoras Idaliou    | Dali           | 2   | 1976-1978 |
| Alki Oroklini          | Oroklini       | 2   | 2017-2019 |
| Othellos Athienou      | Athienou       | 2   | 2014-2015, 2023-2024 |
| AEZ Zakakiou           | Limassol       | 2   | 2016-2017, 2023-2024 |
| Kinyras Empas          | Empa           | 1   | 1933-1934 |
| Onisilos Sotira        | Sotira         | 1   | 2003-2004 |
| ENTHOI Lakatamia       | Nicosia        | 1   | 2005-2006 |
| Atromitos Yeroskipou   | Yeroskipou     | 1   | 2008-2009 |
| AE Kouklion            | Kouklia        | 1   | 2013-2014 |
| PAEEK                  | Nicosia        | 1   | 2021-2022 |
| Akritas Chlorakas      | Chlorakas      | 1   | 2022-2023 |
| PAC Omonia 29M         | Nicosia        | 1   | 2024-.... |

AEK Larnaca · 
AEL Limasol ·  
Anorthosis Famagusta · 
APOEL Nicosia · 
Apollon Limasol · 
Aris Limasol · 
Enosis Neon Paralimni · 
Ethnikos Achna ·  
Karmiotissa FC ·
Nea Salamina Famagusta ·
Omonia Aradippou · 
Omonia Nicosia · 
PAC Omonia 29M · 
Paphos FC
1934/35 · 1935/36 · 1936/37 · 1937/38 · 1938/39 · 1939/40 · 1940/41 · 1941/42 · 1942/43 · 1943/44 ·  1944/45 · 1945/46 · 1946/47 · 1947/48 · 1948/49 · 1949/50 · 1950/51 · 1951/52 · 1952/53 · 1953/54 · 1954/55 · 1955/56 · 1956/57 · 1957/58 · 1958/59 ·  1959/60 · 1960/61 · 1961/62 · 1962/63 · 1963/64 · 1964/65 · 1965/66 · 1966/67 · 1967/68 · 1968/69 · 1969/70 · 1970/71 · 1971/72 · 1972/73 · 1973/74 · 1974/75 · 1975/76 · 1976/77 · 1977/78 · 1978/79 · 1979/80 · 1980/81 · 1981/82 · 1982/83 · 1983/84 · 1984/85 · 1985/86 · 1986/87 · 1987/88 · 1988/89 · 1989/90 · 1990/91 · 1991/92 · 1992/93 · 1993/94 · 1994/95 · 1995/96 · 1996/97 · 1997/98 · 1998/99 · 1999/00 · 2000/01 · 2001/02 · 2002/03 · 2003/04 · 2004/05 · 2005/06 · 2006/07 · 2007/08 · 2008/09 · 2009/10 · 2010/11 · 2011/12 · 2012/13 · 2013/14 · 2014/15 · 2015/16 · 2016/17 · 2017/18 · 2018/19 · 2019/20 · 2020/21 · 2021/22